# Giovanni Francesco Entrement de Bellegarde
Giovanni Francesco Entrement, markiz de Bellegarde - sabaudzki dyplomata żyjący na przełomie XVII i XVIII wieku.
Reprezentował Księstwo Sabaudii-Piemontu w Paryżu w latach 1716–1719 jako ambasador Wiktora Amadeusza II w stolicy Francji. 